# Brisbane International 2017
27°31′30″ пд. ш. 153°0′26″ сх. д. / 27.52500° пд. ш. 153.00722° сх. д.
Brisbane International 2017 - чоловічий і жіночий тенісний турнір, що проходив на відкритих кортах з твердим покриттям Queensland Tennis Centre у Брисбені (Австралія). Належав до Туру ATP 2017 і Туру WTA 2017. Турнір відбувся вдев'яте і тривав з 1 до 8 січня 2017 року.
24 серпня 2016 року оголошено, що в турнірі вперше візьме участь 14-разовий переможець турнірів Великого Шолома Рафаель Надаль.

## Призові очки і гроші

### Розподіл очок
| Дисципліна                 | П   | Ф   | ПФ  | ЧФ  | 1/8 | 1/16 | Q   | Q3  | Q2  | Q1  |
| Одиночний розряд, чоловіки | 250 | 150 | 90  | 45  | 20  | 0    | 12  | 6   | 0   | 0   |
| Парний розряд, чоловіки    | 250 | 150 | 90  | 45  | 0   | Н/Д  | Н/Д | Н/Д | Н/Д | Н/Д |
| Одиночний розряд, жінки    | 470 | 305 | 185 | 100 | 55  | 1    | 25  | 18  | 13  | 1   |
| Парний розряд, жінки       | 470 | 305 | 185 | 100 | 1   | Н/Д  | Н/Д | Н/Д | Н/Д | Н/Д |

### Розподіл призових грошей
| Дисципліна                 | П        | Ф        | ПФ      | ЧФ      | 1/8     | 1/161  | Q3     | Q2     | Q1     |
| Одиночний розряд, чоловіки | $72,000  | $37,900  | $20,545 | $11,705 | $6,900  | $4,085 | $1,840 | $920   | Н/Д    |
| Парний розряд, чоловіки *  | $21,850  | $11,500  | $6,230  | $3,570  | $2,090  | Н/Д    | Н/Д    | Н/Д    | Н/Д    |
| Одиночний розряд, жінки    | $191,418 | $102,887 | $54,793 | $22,877 | $12,289 | $6,703 | $3,494 | $1,862 | $1,043 |
| Парний розряд, жінки *     | $46,796  | $24,950  | $13,654 | $6,951  | $3,767  | Н/Д    | Н/Д    | Н/Д    | Н/Д    |

1Кваліфаєри отримують і призові гроші 1/16 фіналу.

*на пару

## Учасники чоловічих змагань

### Сіяні
| Країна    | Гравець         | Рейтинг1 | Посіяний |
| --------- | --------------- | -------- | -------- |
| Канада    | Мілош Раоніч    | 3        | 1        |
| Швейцарія | Стен Вавринка   | 4        | 2        |
| Японія    | Кей Нісікорі    | 5        | 3        |
| Австрія   | Домінік Тім     | 8        | 4        |
| Іспанія   | Рафаель Надаль  | 9        | 5        |
| Франція   | Люка Пуй        | 15       | 6        |
| Болгарія  | Григор Димитров | 17       | 7        |
| Іспанія   | Давид Феррер    | 21       | 8        |

- 1 Рейтинг подано станом на 26 грудня 2016.

### Інші учасники
Нижче наведено учасників, які отримали вайлдкард на участь в основній сітці:
- Сем Грот
- Джордан Томпсон
- Еліяс Імер

Нижче наведено гравців, які пробились в основну сітку через стадію кваліфікації:
- Алекс Де Мінаур
- Ернесто Ескобедо
- Йосіхіто Нісіока
- Джаред Доналдсон

### Відмовились від участі
До початку турніру
- Кевін Андерсон → його замінив  П'єр-Юг Ербер

## Учасники основної сітки в парному розряді

### Сіяні
| Країна    | Гравець        | Країна    | Гравець            | Рейтинг1 | Сіяний |
| --------- | -------------- | --------- | ------------------ | -------- | ------ |
| Франція   | П'єр-Юг Ербер  | Франція   | Ніколя Маю         | 3        | 1      |
| Фінляндія | Генрі Контінен | Австралія | Джон Пірс          | 16       | 2      |
| ПАР       | Равен Класен   | США       | Ражів Рам          | 26       | 3      |
| Канада    | Деніел Нестор  | Франція   | Едуар Роже-Васслен | 32       | 4      |

- 1 Рейтинг подано станом на 26 грудня 2016.

### Інші учасники
Нижче наведено пари, які отримали вайлдкард на участь в основній сітці:
- Сем Грот /  Кріс Гуччоне
- Танасі Коккінакіс /  Джордан Томпсон

## Учасниці

### Сіяні
| Країна     | Гравчиня           | Рейтинг1 | Посіяний |
| ---------- | ------------------ | -------- | -------- |
| Німеччина  | Анджелік Кербер    | 1        | 1        |
| Словаччина | Домініка Цібулкова | 5        | 2        |
| Чехія      | Кароліна Плішкова  | 6        | 3        |
| Іспанія    | Гарбінє Мугуруса   | 7        | 4        |
| Росія      | Світлана Кузнецова | 9        | 5        |
| Україна    | Еліна Світоліна    | 14       | 6        |
| Росія      | Олена Весніна      | 16       | 7        |
| Італія     | Роберта Вінчі      | 18       | 8        |

- 1 Рейтинг подано станом на 26 грудня 2016.

### Інші учасниці
Нижче наведено учасниць, які отримали вайлдкард на участь в основній сітці:
- Ешлі Барті
- Донна Векич

Нижче наведено гравчинь, які пробились в основну сітку через стадію кваліфікації:
- Дестані Аява
- Александра Крунич
- Бетані Маттек-Сендс
- Ейжа Мугаммад

Як щасливий лузер в основну сітку потрапили такі гравчині:
- Катерина Бондаренко

### Відмовились від участі
До початку турніру
- Карла Суарес Наварро (травма плеча) → її замінила  Катерина Бондаренко

## Учасниці в парному розряді

### Сіяні
| Країна   | Гравчиня            | Країна   | Гравчиня                   | Рейтинг1 | Сіяна |
| -------- | ------------------- | -------- | -------------------------- | -------- | ----- |
| США      | Бетані Маттек-Сендс | Індія    | Саня Мірза                 | 6        | 1     |
| Росія    | Катерина Макарова   | Росія    | Олена Весніна              | 14       | 2     |
| США      | Абігейл Спірс       | Словенія | Катарина Среботнік         | 48       | 3     |
| Словенія | Андрея Клепач       | Іспанія  | Марія Хосе Мартінес Санчес | 71       | 4     |

- 1 Рейтинг подано станом на 26 грудня 2016.

### Інші учасниці
Нижче наведено пари, які отримали вайлдкард на участь в основній сітці:
- Ешлі Барті /  Кейсі Деллаква

## Переможці

### Одиночний розряд, чоловіки
- Григор Димитров —  Кей Нісікорі, 6–2, 2–6, 6–3
- It was Григор Димитров's fifth career title.

### Одиночний розряд, жінки
- Кароліна Плішкова —  Алізе Корне, 6–0, 6–3
- It was Кароліна Плішкова's seventh career title.

### Парний розряд, чоловіки
- Танасі Коккінакіс /  Джордан Томпсон —  Жіль Мюллер /  Сем Кверрі, 7–6(9–7), 6–4

### Парний розряд, жінки
- Бетані Маттек-Сендс /  Саня Мірза —  Катерина Макарова /  Олена Весніна, 6–2, 6–3